# کوجی کاتاوکا
کوجی کاتاوکا (انگلیسی: Koji Kataoka؛ زادهٔ ۱۹ ژوئن ۱۹۷۷) بازیکن فوتبال اهل ژاپن است.